# 克拉伊夫
50°28′19″N 26°27′30″E / 50.47194°N 26.45833°E
克拉伊夫（烏克蘭語：Країв），是烏克蘭西北部的村莊，隸屬里夫內州的里夫內區。該村始建於1540年，面積1.74平方公里，海拔高度204米，2001年人口601，人口密度每平方公里346.4人。